# Thomas Krull
Thomas Krull (* 15. Juni 1970) ist ein ehemaliger deutscher Basketballspieler. Der 1,95 Meter große Flügelspieler spielte während seiner Karriere unter anderem für die Bundesligisten TV Langen und DJK Würzburg.

## Laufbahn
1991 wechselte Krull vom TV Oppenheim zum TV 1862 Langen in die Basketball-Bundesliga, stieg mit der Mannschaft jedoch im Frühjahr 1992 in die 2. Basketball-Bundesliga ab. Ab Mitte der 1990er Jahre spielte er beim TSV Speyer in der zweiten Liga, ab 1997 dann beim VfR Limburg erst in der Regionalliga sowie dann ebenfalls in der 2. Bundesliga. Während der Saison 1998/99 wechselte Krull von Limburg zum Erstligisten DJK Würzburg, für den er bis zum Ende des Spieljahres 15 Bundesliga-Einsätze bestritt und im Durchschnitt 2,8 Punkte je Begegnung erzielte.
Ab der Saison 1999/2000 verstärkte er Eintracht Frankfurt in der 2. Bundesliga. In seinem letzten Jahr im Eintracht-Hemd (2002/03) verbuchte er einen Punkteschnitt von 22,9 Punkte pro Spiel und lag damit auf dem zweiten Platz der Korbjägerliste der 2. Bundesliga Süd. Krull zog sich anschließend in die Regionalliga zurück: In der Saison 2003/04 stand er für den ASC Theresianum Mainz auf dem Feld, im Spieljahr 2004/05 dann für den TV Kirchheimbolanden.